# Strafrechtsergänzungsgesetz
Das Gesetz zur Ergänzung des Strafgesetzbuches (Strafrechtsergänzungsgesetz) wurde in der DDR am 11. Dezember 1957 beschlossen und trat zum 1. Februar 1958 in Kraft. Das Gesetz beinhaltete als „Ergänzung“ wesentliche Veränderungen des in modifizierter Form gültigen Reichsstrafgesetzbuches. Als wesentlicher Bestandteil eines auf der 33. Tagung des Zentralkomitees der SED beschlossenen Aktionsprogramms führte es die neuen Strafarten bedingte Verurteilung, öffentlicher Tadel und Gesellschaftsgefährlichkeit in das Strafrecht ein.
Weitere Änderungen durch das Strafrechtsergänzungsgesetz:
- Einführung von elf Tatbeständen der Staatsverbrechen
- Einführung des materiellen Militärstrafrechts
- Änderung des Gesetzes zum Schutz des Innerdeutschen Handels
- Aufhebung des Gesetzes zum Schutze des Volkseigentums (VESchG) von 1952
- Einführung der erweiterten Mitwirkung von Schöffen im Strafverfahren außerhalb der Hauptverhandlung.
- Durch § 8 wurde die Strafverfolgung für geringfügige Vergehen ausgeschlossen, wenn die Tat mangels schädigender Folgen keine Gefahr für die sozialistische Gesellschaft darstellte. Dies setzte den § 175 Strafgesetzbuch faktisch außer Kraft, da das Kammergericht (Ost-)Berlin urteilte, „daß bei allen unter § 175 alter Fassung fallenden Straftaten weitherzig von der Einstellung wegen Geringfügigkeit Gebrauch gemacht werden soll“.